# Гёльджюк
Гёльджюк (тур. Gölcük) — город и район в провинции Коджаэли (Турция).

## Знаменитые уроженцы
- Демет Акалын — популярная певица.